# NatWest
National Westminster Bank Plc, mais conhecido pelo seu nome comercial NatWest, é um banco comercial no Reino Unido, que tem sido parte do Royal Bank of Scotland Group Plc, desde 2000. Foi criado em 1968 pela fusão da National Provincial Bank (estabelecido em 1833 como National Provincial Bank of England) e Westminster Bank (estabelecido em 1834 como Condado de Londres e Westminster Bank). Tradicionalmente considerado um dos quatro grandes bancos de compensação, NatWest tem uma grande rede de 1.600 agências e 3.400 caixas eletrônicos em toda a Grã-Bretanha e oferece 24 horas de telefone Actionline e serviços bancários online. Hoje ele tem mais de 7,5 milhões de clientes pessoais e 850.000 contas de pequenas empresas.

## Ligações externos
- Página oficial do banco